# Communauté de communes du Pays de Matignon
La communauté de communes du Pays de Matignon est une ancienne communauté de communes française, située dans le département des Côtes-d'Armor, en région Bretagne.

## Histoire
Créée le 23 décembre 1996 par arrêté préfectoral, la communauté de communes du Pays de Matignon regroupait huit des dix communes du canton de Matignon : Fréhel, Hénanbihen, Matignon, Pléboulle, Ruca, Saint-Cast-le-Guildo et Saint-Denoual. Elle avait succédé au SIVOM du canton de Matignon, fondé le 20 septembre 1933 à l’initiative de Pierre Betfert, et qui réunissait 10 communes (sauf Plévenon qui l'intègre en 1937).
En décembre 2004, à la suite de la dissolution de la fusion-association entre les communes de Fréhel et Plévenon, l'intercommunalité voit son nombre de communes membres passer de huit à neuf.
Elle est dissoute le 31 décembre 2016. La majorité de ses communes membres rejoignent la nouvelle communauté d'agglomération Dinan Agglomération alors que deux d'entre elles (Hénanbihen et Saint-Denoual) font le choix d'intégrer la nouvelle communauté de communes Lamballe Terre et Mer.

## Territoire communautaire

### Géographie
Située dans le pays de Dinan, au nord-est du département, la communauté de communes regroupait neuf des onze communes du canton de Matignon.

### Composition
Elle était composée des 9 communes suivantes :
| Nom                  | Code Insee | Gentilé         | Superficie (km2) | Population (dernière pop. légale) | Densité (hab./km2) |
| -------------------- | ---------- | --------------- | ---------------- | --------------------------------- | ------------------ |
| Matignon (siège)     | 22143      | Matignonnais    | 14,53            | 1 643 (2014)                      | 113                |
| Fréhel               | 22179      | Fréhelois       | 18,91            | 1 547 (2014)                      | 82                 |
| Hénanbihen           | 22076      | Hénanbihannais  | 31,65            | 1 401 (2014)                      | 44                 |
| Pléboulle            | 22174      | Pléboullais     | 14,10            | 768 (2014)                        | 54                 |
| Plévenon             | 22201      |                 | 13,73            | 772 (2014)                        | 56                 |
| Ruca                 | 22268      | Rucassiens      | 12,13            | 589 (2014)                        | 49                 |
| Saint-Cast-le-Guildo | 22282      | Castins         | 22,63            | 3 432 (2014)                      | 152                |
| Saint-Denoual        | 22286      | Guinguenoualais | 8,61             | 428 (2014)                        | 50                 |
| Saint-Pôtan          | 22323      | Pôtanais        | 19,89            | 797 (2014)                        | 40                 |

### Démographie
| 1999   | 2006   | 2009   | 2011   |
| ------ | ------ | ------ | ------ |
| 11 041 | 10 870 | 11 236 | 11 420 |

## Administration

### Siège
Le siège de la communauté de communes était à Matignon, rue du Chemin Vert.

### Conseil communautaire
Les 28 conseillers titulaires étaient répartis selon le droit commun comme suit :
| Nombre de conseillers | Communes                                 |
| --------------------- | ---------------------------------------- |
| 6                     | Saint-Cast-le-Guildo                     |
| 4                     | Fréhel, Matignon                         |
| 3                     | Hénanbihen, Saint-Pôtan                  |
| 2                     | Pléboulle, Plévenon, Ruca, Saint-Denoual |

### Élus
La communauté de communes était administrée par un conseil communautaire constitué en 2014 de 28 conseillers communautaires.
À la suite des élections municipales de 2014 dans les Côtes-d'Armor, le conseil communautaire du 22 avril 2014 avait élu son président, Arnaud Lécuyer, maire de Saint-Pôtan, ainsi que ses 5 vice-présidents. La liste des vice-présidents était alors la suivante :
|     | Attributions                                                              | Identité            | Qualité                                      |
| --- | ------------------------------------------------------------------------- | ------------------- | -------------------------------------------- |
| 1re | Petite enfance et personnel                                               | Marie-Thérèse Salou | Maire de Saint-Denoual                       |
| 2e  | Traitement des déchets, voirie et travaux                                 | Gervais Lebouc      | Conseiller municipal de Matignon             |
| 3e  | Environnement et aménagement de l'espace                                  | Joëlle Burnouf      | Adjointe au maire de Plévenon                |
| 4e  | Finances, développement économique et communication                       | Daniel Paulet       | Maire de Hénanbihen                          |
| 5e  | Jeunesse, sport, culture et atelier des pratiques musicales intercommunal | Christian Lancelot  | Conseiller municipal de Saint-Cast-le-Guildo |

### Liste des présidents
| Période        | Période        | Identité           | Étiquette   | Qualité |
| -------------- | -------------- | ------------------ | ----------- | --- |
| février 1997   | avril 2001     | Michèle Moisan     | RPR         | 1re adjointe au maire de Fréhel (1995 → 2004)                                                                                  |
| avril 2001     | septembre 2002 | Marie-Reine Tillon | PS puis DVG | Maire de Matignon (2001 → 2002) Conseillère générale de Matignon (1992 → 2015) Conseillère régionale de Bretagne (1998 → 2001) |
| septembre 2002 | avril 2008     | Pascal Lemaître    | DVD         | Conseiller municipal de Saint-Pôtan (1983 → 2008)                                                                              |
| avril 2008     | février 2010   | Roland Delasalle   |             | Adjoint au maire de Fréhel (2008 → 2010)                                                                                       |
| février 2010   | avril 2014     | Gérard Vilt        | DVD         | Adjoint au maire de Saint-Cast-le-Guildo (2008 → )                                                                             |
| avril 2014     | décembre 2016  | Arnaud Lécuyer     | PS          | Maire de Saint-Pôtan (2014 → )                                                                                                 |